# Nokia 6111

Nokia 6111 este un telefon mobil produs de Nokia care funcționează pe benzile GSM 900/1800/1900.
Butoanele de control sunt amplasate pe partea din față a cursorului - un pad de navigare în 4 direcții, două taste de selecție și cele două taste de apel. 
Pe partea dreaptă se află rocker-ul de volum și butonul dedicat camerei foto și pe partea stângă se află butonul de alimentare.
Ecranul TFT este de 1.8 inchi cu rezoluția de 128 x 160 pixeli care suportă 262.144 de culori și densitatea pixelilor este de 114 ppi.
Camera are un megapixel are un bliț LED, zoom digital de 6x care beneficiază de o gamă completă de efecte. Captura video este în format 3GP care poate fi folosit pentru mesaje multimedia.
Conține un client de e-mail și un browser de internet XHTML.
Telefonul are preinstalate cinci jocuri: Champ Rally 3D, Golf Tour, Table II, Solitaire și Sketcher.
Conectivitatea suportă GPRS, EDGE,port Inraroșu, Bluetooth și USB.
6111 redă formatele MP3 și AAC. Player-ul de muzică are un egalizator grafic și suport pentru etichetele ID3. Conține un radio FM încorporat cu reglaj și presetări automate.
Bateria de 700 mAh oferă un timp de convorbire până la 3 ore și 20 de minute, timpul de stand-by este de 12.5 zile.